# Matienzo (forskningsstation)

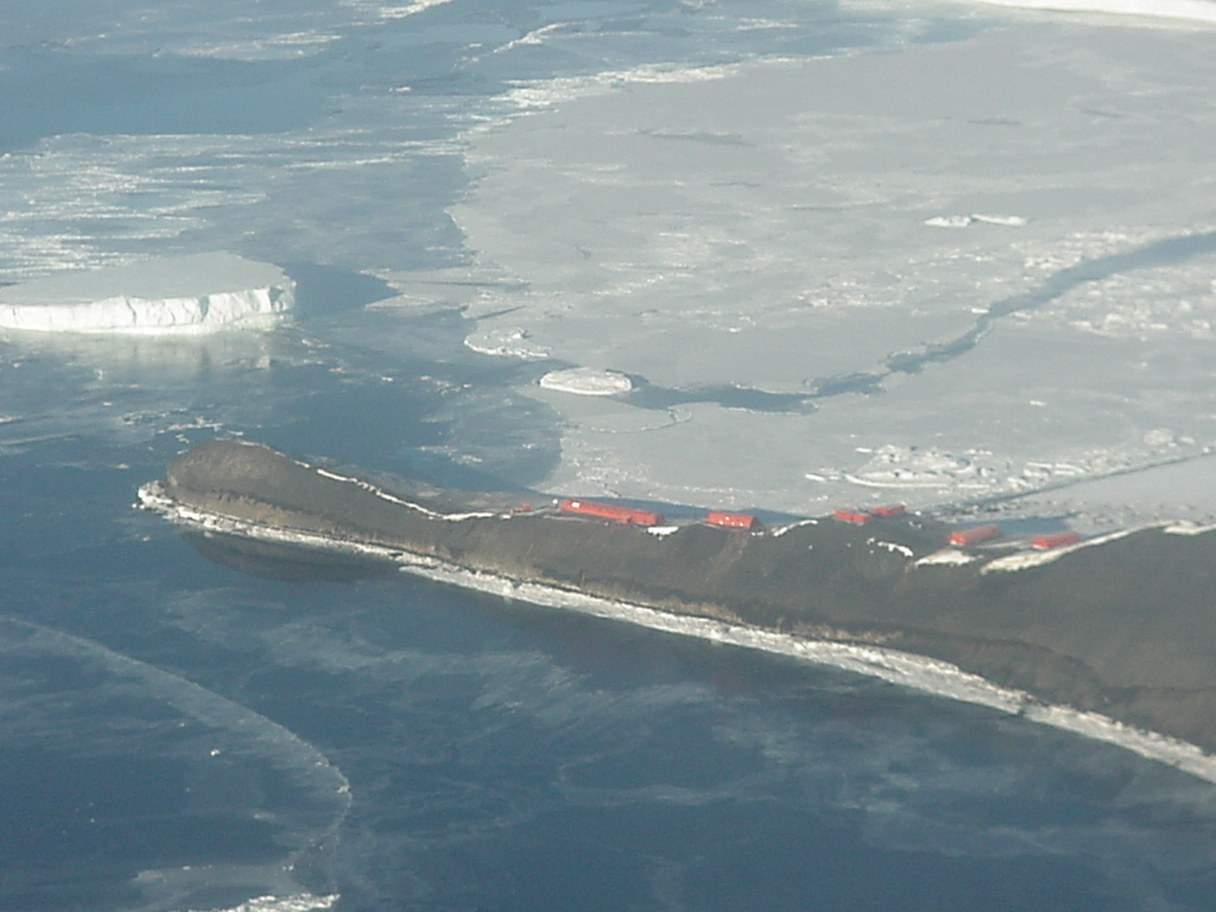
Fil:Matienzo i mars 2009

Matienzo-stationen (Spanska: Base Aérea Teniente Benjamín Matienzo eller Base Matienzo or Estación Matienzo) är en argentinsk bas och forskningsstation vid Larsen Nunatak i Graham Land på den Antarktiska halvön. Mellan 1961 och 1985 var den en permanent bas, men används nu endast under sommartid.